# Yoshi Otsunari
Yoshi Otsunari (en japonais : 乙成ヨシ) (17 décembre 1906 – 26 janvier 2022) était une supercentenaire japonaise dont l'âge est validé par le Groupe de recherche en gérontologie (GRG). À sa mort, elle était la deuxième personne vivante la plus âgée au Japon et la quatrième personne vivante validée la plus âgée au monde.

## Biographie
Yoshi Otsunari est née au Japon le 17 décembre 1906. Elle est devenue la deuxième personne vivante la plus âgée au Japon (derrière Kane Tanaka) après le décès de Shigeyo Nakachi le 11 janvier 2021. Le 27 juillet 2021, à l'âge de 114 ans et 222 jours, Yoshi Otsunari a dépassé l'âge de Yone Minagawa pour devenir la deuxième personne la plus âgée de la préfecture de Fukuoka, derrière Kane Tanaka. Yoshi Otsunari était également la dernière Japonaise encore en vie, née en 1906.
Yoshi Otsunari est décédée à Omuta, dans la préfecture de Fukuoka, au Japon, le 26 janvier 2022, à l'âge de 115 ans et 40 jours. À sa mort, elle était la quatrième personne vivante la plus âgée au monde, après Kane Tanaka, Lucile Randon et Tekla Juniewicz.